# Maria Dąbrowska
Maria Dąbrowska, conocida también como Szumska (Russów, 6 de octubre de 1889–Varsovia, 19 de mayo de 1965), fue una escritora lesbiana polaca quizás la más popular de la primera mitad del siglo XX.

## Biografía
Maria Dąbrowska mostró desde joven interés por la Literatura y la Política. Estudió Filosofía, Ciencias naturales y Sociología en Lausana, en Suiza, y en Bruselas, Bélgica, después, regresada a Polonia, se trasladó a Varsovia en 1917. Trabajó para el Ministerio de Agricultura, escribiendo al mismo tiempo artículos para algunos periódicos menores de la capital polaca. Se interesó sobre todo en Freud, con respecto a los Derechos humanos y algunas veces también de Literatura, escribiendo artículos sobre escritores connacionales como Michał Bałucki, Zygmunt Krasiński, Tomasz Zan... pero como crítica literaria no fue nunca tomada en serio. Estaban en su corazón sobre todo los Derechos del hombre y del niño, a lo cual se dedicó plenamente desde 1927, ocupándose para hacerlos respetar en toda Polonia. Su actividad no fue interrumpida por la invasión de la Alemania Nazi. En sus novelas es fácil notar un grande interés hacia la mente, su análisis y las consecuencias que esta sufre desde los acontecimientos del mundo.

## Traducciones al polaco
Tradujo del inglés los Diarios de Samuel Pepys y del ruso relatos de Antón Chéjov. 

## Obra escrita
- Los hijos de la patria (Dzieci ojczyzny), 1918
- La rama del cerezo (Gałąź czereśni), 1922
- La sonrisa de la infancia (Uśmiech dzieciństwa), 1923
- La gente de por allá (Ludzie stamtąd), 1926
- Los días y las noches (Noce i dnie), 1932 - 1934[1]
- Las señales de la vida (Znaki życia), 1938
- La estrella matutina (Gwiazda zaranna), 1955

## Adaptaciones fílmicas
- La novela Los días y las noches fue llevada al cine por Jerzy Antczak en 1975.

- La novela Los días y las noches fue llevada a la televisión por Jerzy Antczak en 1978. La serie televisiva basada en la novela consta de diez capítulos.